# Gilad Shalit
Guilad Schalit (en hebreu: גלעד שליט, nascut a Nahariya, Israel, el 28 d'agost de 1986) és un militar de les Forces de Defensa d'Israel, que va ser capturat per un grup de militants de Hamàs el 25 de juny de 2006. En el moment de la captura Schalit tenia el grau de caporal, però posteriorment va ser ascendit a sergent major.
La responsabilitat de l'atac contra la base de l'exèrcit israelià en el qual va ser capturat va ser reivindicada conjuntament per les Brigades d'Ezzeldin Al-Qassam (braç armat de Hamàs), el braç armat dels Comitès de Resistència Popular i un grup autodenominat Exèrcit de l'Islam, que demanaven l'alliberament de dones i menors palestins detinguts per Israel a canvi d'informació sobre l'ostatge. La base militar atacada estava en el costat israelià de la tanca que separa la Franja de Gaza d'Israel; en l'atac van morir altres dos guerrillers palestins i dos soldats israelians, el tinent Hanan Barak, i el sergent Pavel Slutzker i un tercer va resultar ferit.
La captura de Guilad Schalit es considera sovint com un segrest, a causa que no se li ha garantit cap dels drets recollits sota la Tercera Convenció de Ginebra per a soldats capturats, que els dona dret a rebre la visita del Comitè Internacional de la Creu Roja per comunicar-se amb els membres de la seva família. A més, Hamás va sol·licitar un rescat, encara que no de caràcter monetari, per a la seva posada en llibertat. El 18 d'octubre de 2011 Shalit va ser alliberat i lliurat a Israel a canvi de 1.027 presoners palestins.